# 天藍細蟌
天藍細蟌（Coenagrion puella），又名青細蟌或綠細蟌，是住在歐洲的豆娘。牠們身體的顏色非常顯目，雄性為藍色，雌性則為綠色。

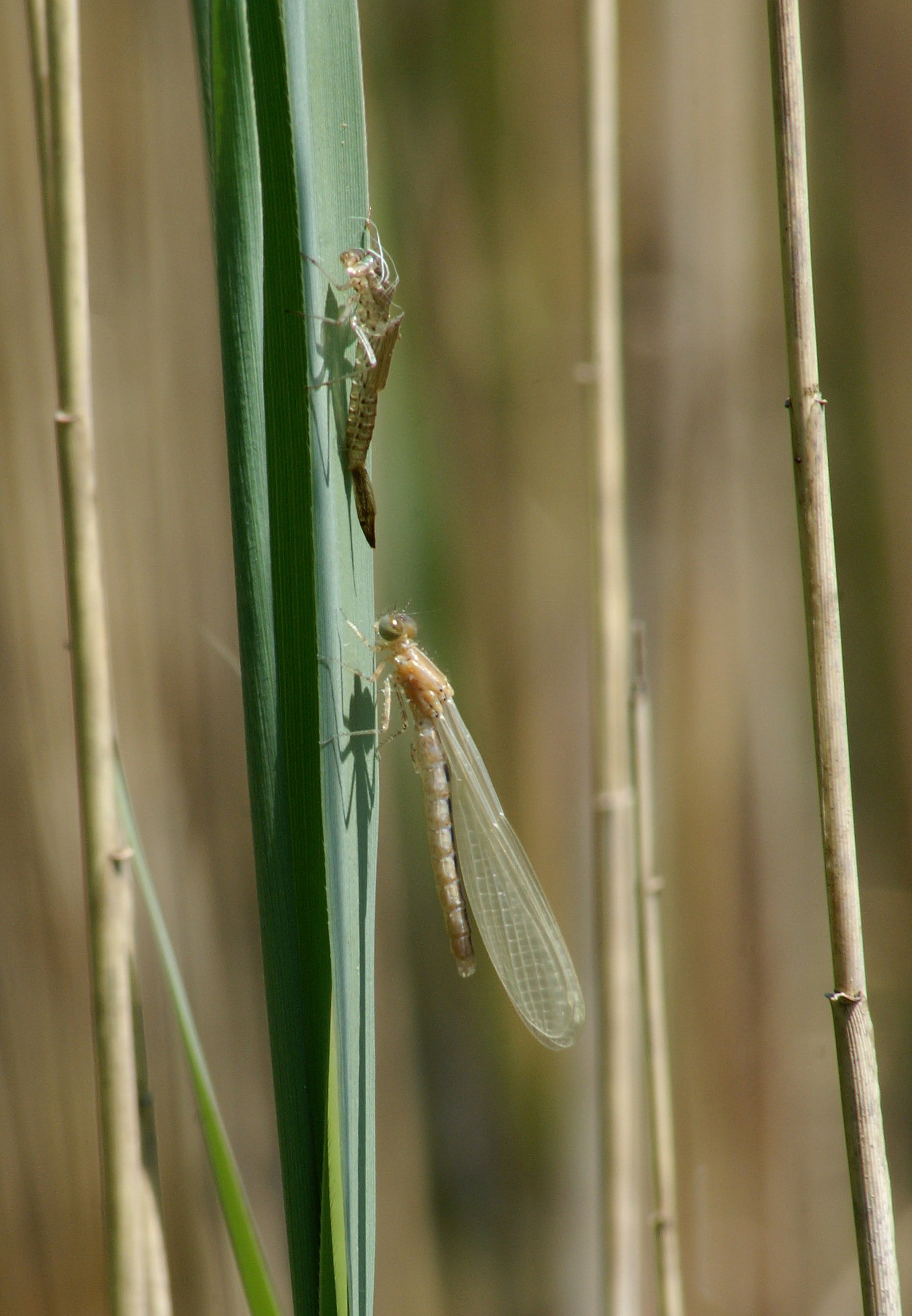
正在脫皮的天藍細蟌
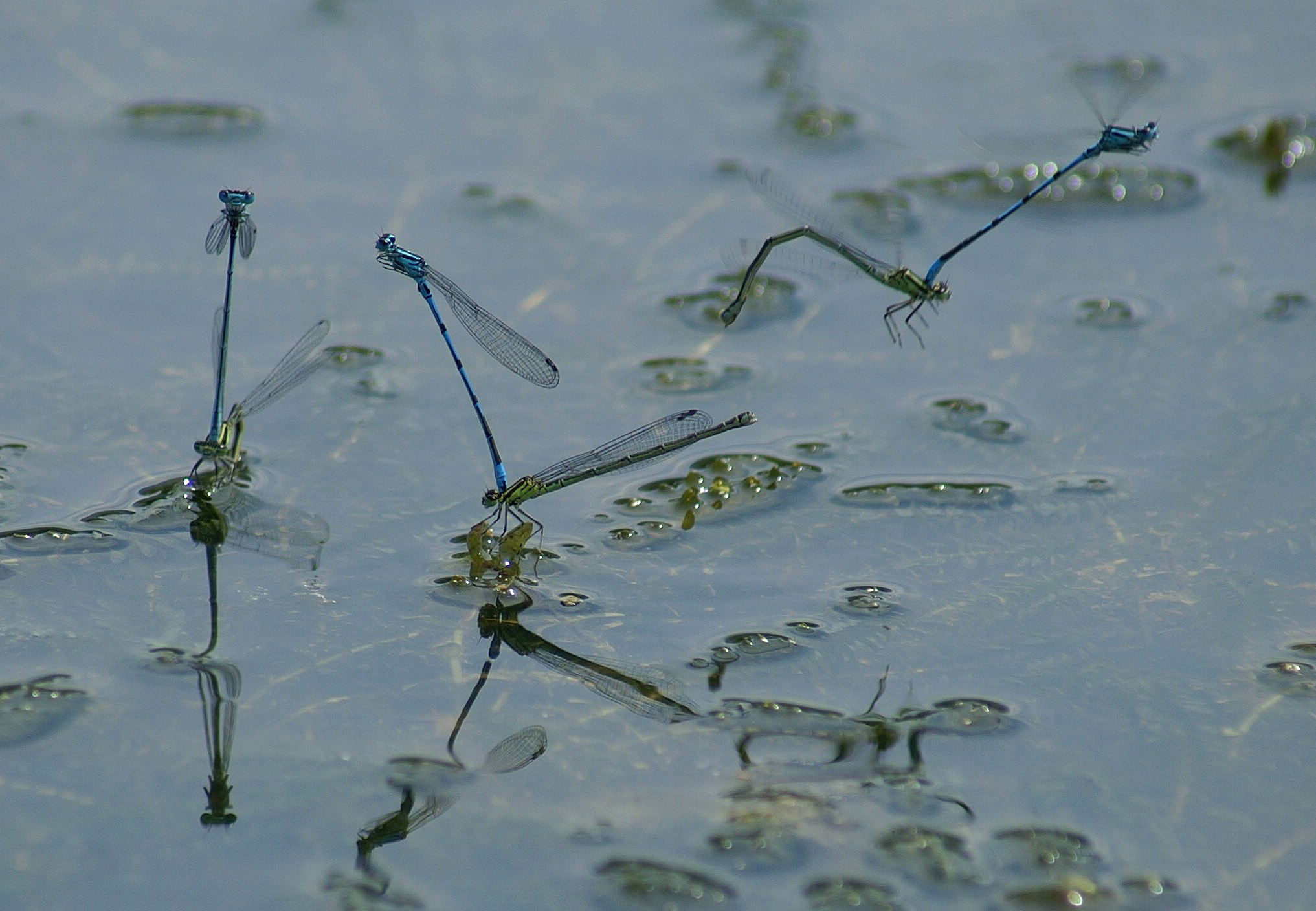
交尾的天藍細蟌

## 外部連結
- http://www.habitas.org.uk/dragonflyireland/5606_p.htm（页面存档备份，存于）
- http://www.brocross.com/dfly/species/puella.htm（页面存档备份，存于）